# Елиана Масева
Елиана Стоименова Масева е български политик.

## Биография
Родена е на 8 февруари 1954 година в Благоевград. През 1972 г. завършва Националната хуманитарна гимназия „Св. св. Кирил и Методий“, а през 1978 г. и право в Софийския университет. От 1979 до 1989 г. работи като юрисконсулт в различни предприятия в родния си град. През 1991 година е издигната от Съюза на демократичните сили за кмет на Благоевград и печели изборите. По време на мандата и Благоевград се побратимява с белгийския град Дендермонде и с дем Неаполи от град Солун. Масева е сред учредителите на Американския университет в България. От 1995 до 1997 година е съдия в Окръжния съд, а от 1997 година е директор на правната дирекция към Министерски съвет. През 2001 година става главен секретар на Министерския съвет. Била е народен представител в XXXIX НС, където е заместник-председател на групата на ОДС.
Като народен представител в XL Народно събрание е член на Комисията по вътрешна сигурност и обществен ред и на 30 септември 2018 година първа съобщава публично за извършваното от Държавна агенция „Национална сигурност“ масово наблюдение на медии по информационно дело „Галерия“.